# Bidjanwatie Chaitoe
Bidjanwatie Chaitoe Rekhan is een Surinaams baithak-gana-zangeres.

## Biografie
Bidjanwatie Chaitoe groeide op in een muzikale familie. Haar broer Ramdew Chaitoe was een bekendheid in de Indo-Caraïbische muziekwereld. Vanaf haar 16e leerde zij harmonium spelen van haar vader, moeder en haar broer. Ook onderwezen haar ouders haar veel in het zingen. Haar liedjes waren gezamenlijke composities met haar moeder. Toen ze zich in 1991 in Suriname op een muzikaal hoogtepunt bevond, ging ze naar Nederland, waar ze vaak optrad met haar broer. In 2019 had ze nog optredens in Suriname en Nederland.